# Open Sound System
Open Sound System (OSS) — уніфікований драйвер для звукових карт та інших звукових пристроїв у UNIX-подібних операційних системах.
OSS заснований на Linux Sound Driver і в нині працює на багатьох платформах: Linux, FreeBSD, OpenSolaris і тощо.

## Історія
OSS створив 1992 року фінський програміст Ганну Саволяйнен (Hannu Savolainen). Перші версії OSS виходили під комерційною ліцензією з time-limited shareware.
OSS використовувався в ядрі Linux гілки 2.4. Через наявність закритого коду та платної ліцензії, OSS у Linux нині замінено на ALSA.
Починаючи з версії 4.0 OSS, доступний і під вільними ліцензіями (GNU GPL і CDDL).

## Файли пристроїв, які підтримує OSS
- /dev/mixer
- /dev/sndstat
- /dev/dsp та /dev/audio
- /dev/sequencer та /dev/music
- /dev/midi
- /dev/dmfm
- /dev/dmmidi

## /dev/dsp та /dev/audio
/dev/dsp та /dev/audio — основні файли пристроїв для цифрових програм. Будь-які дані, записані в ці файли, відтворюються на DAC/PCM/DSP-пристрої звукової карти. Читання цих файлів повертає звукові дані, записані з поточного вхідного джерела (типово це мікрофонний вхід).
Файли пристроїв /dev/audio та /dev/dsp дуже схожі. Різниця в тому, що /dev/audio типово використовує логарифмічний мю-закон кодування, а /dev/dsp — 8-бітове беззнакове лінійне кодування. З кодуванням за мю-законом семпл, записаний з 12 або 16-бітовою роздільністю, подається одним байтом. Єдиною різницею між цими файлами якраз і є формат семплів. Обидва пристрої поводяться однаково після того, як програма вибирає потрібний формат подавання даних, викликаючи ioctl(). На практиці зазвичай використовують лише один із файлів пристроїв, як правило /dev/dsp, оскільки він працює з аудіо даними в поширеному форматі PCM.
Одночасно в системі може бути кілька пристроїв цих типів, як правило, з назвами /dev/dsp, /dev/dsp1, /dev/dsp2 і так далі.

### Читання з файлу /dev/dsp
Під час читання з /dev/dsp ми отримуємо нестиснутий аудіо-потік з мікрофона комп'ютера через вхід звукової карти. Наприклад, можна записати його у файл командою «cat /dev/dsp > ./wave-file.wav», який згодом можна буде знову вивести на /dev/dsp.

### Запис у файл /dev/dsp
Під час запису /dev/dsp, інформація, що записується, сприймається як аудіо-потік і виводиться безпосередньо на гучномовці комп'ютера через вихід звукової карти. Наприклад, можна ввести команду «cat ./wave-file.au > /dev/dsp», однак, якщо спробувати записати в /dev/dsp звуковий потік у Vorbis, MP3 або в іншому звуковому форматі зі стисненням звуку, буде виводитися безпосередньо стиснений потік. Те саме станеться, якщо в /dev/dsp спробувати записати wav‐файл, сформований не у форматі 8bit/stereo (є /dev/dspW, туди можна спробувати скопіювати файл у форматі 16bit/stereo).
Іноді для розваги виводять на /dev/dsp різні не звукові файли. Наприклад, команда cat /dev/random > /dev/dsp виводить на гучномовці потік випадкових даних. Також можна прослухати подання конфігураційного файлу або журналу веб-сервера.

## /dev/mixer
/dev/mixer — це стандартний файл конфігурації введення-виведення звуку в OSS. Переважно використовується для доступу до вбудованих мікшерів звукових карт. Цей пристрій дозволяє регулювати рівні гучності відтворення та записування з різних звукових входів. Цей файл пристроїв також використовується для вибору джерела запису. Зазвичай мікшер керує вихідним рівнем відтворення цифрових аудіо даних та синтезатора ЧМ, а також мікшує їх зі входами від CD, лінійних та мікрофонних входів.
OSS підтримує кілька мікшерів одночасно.

## OSS Proxy для драйвера ALSA
Демон OSS Proxy є проміжною ланкою між потоками програми та драйвером ALSA для забезпечення коректної роботи написаного під OSS програмного забезпечення.